# 阿部正寧
阿部 正寧（あべ まさやす）は、江戸時代後期の大名。備後国福山藩の第6代藩主。官位は従五位下・対馬守、伊予守。阿部家宗家10代。

## 生涯
第5代藩主・阿部正精の3男として江戸藩邸にて誕生。兄の正粹が廃嫡されたためと次男が若くして早世したため嫡子となり、文政9年（1826年）8月24日、18歳で家督を継ぐ。
天保2年（1831年）、奏者番に任じられたが、病気を理由に辞職した。藩政にも消極的で、福山藩は天保2年（1831年）に大洪水、その翌年の凶作、さらに天保7年（1836年）の大凶作に見舞われるが、特別な対策を講じないまま、同年に28歳で家督を弟の正弘に譲って隠居した。なお、天保2年には一揆の動きもあったが、これは事前に発覚し、首謀者は処断されている。
正寧は文化政策に対しても先代・正精のような熱心さはなく、「福府義倉」への援助もなくなった。ただ、自らは隠居後、不争斎と号して文筆に親しんだ。
正寧は隠居後40年近く生き、明治3年（1870年）7月1日に62歳で没している。弟の正弘、隠居後に儲けた長男の正教、三男の正方の以後3代の藩主は、その間に次々と死去している。戒名は常徳院寛譽主善元良。江戸浅草西福寺に葬られた。現在は東京都台東区谷中に墓所がある。
生来病弱だったと伝わる。

## 系譜
- 父：阿部正精（1775-1826）
- 母：井出氏
- 正室：益子 - 鍋島斉直の娘
- 室：大河内氏
  - 長男：阿部正教（1840-1861） - 阿部正弘の養子
- 生母不明の子女
  - 三男：阿部正方（1848-1867）
  - 女子：阿部正耆正室
  - 女子：松平直静養女
  - 女子：阿部正義正室
- 養子
  - 男子：阿部正弘（1819-1857） - 阿部正精の五男

## 阿部正寧が登場する作品
漫画
- 『大奥』よしながふみ